# Питон (митологија)
Питон је у грчком миту била змија са главом змаја, чувар пророчишта своје мајке Геје на Парнасу.  На наговор Хере Питон је прогонио богињу Лето, која је требало да роди Аполона и Артемиду које је зачела са Зевсом Хериним мужем. Касније је спречавао Аполону прилаз пророчишту па га је Аполон убио и на том месту подигао храм Пито, касније назван Делфи, који је постао најпознатије грчко пророчиште.